# Torhaus (Altenmuhr)

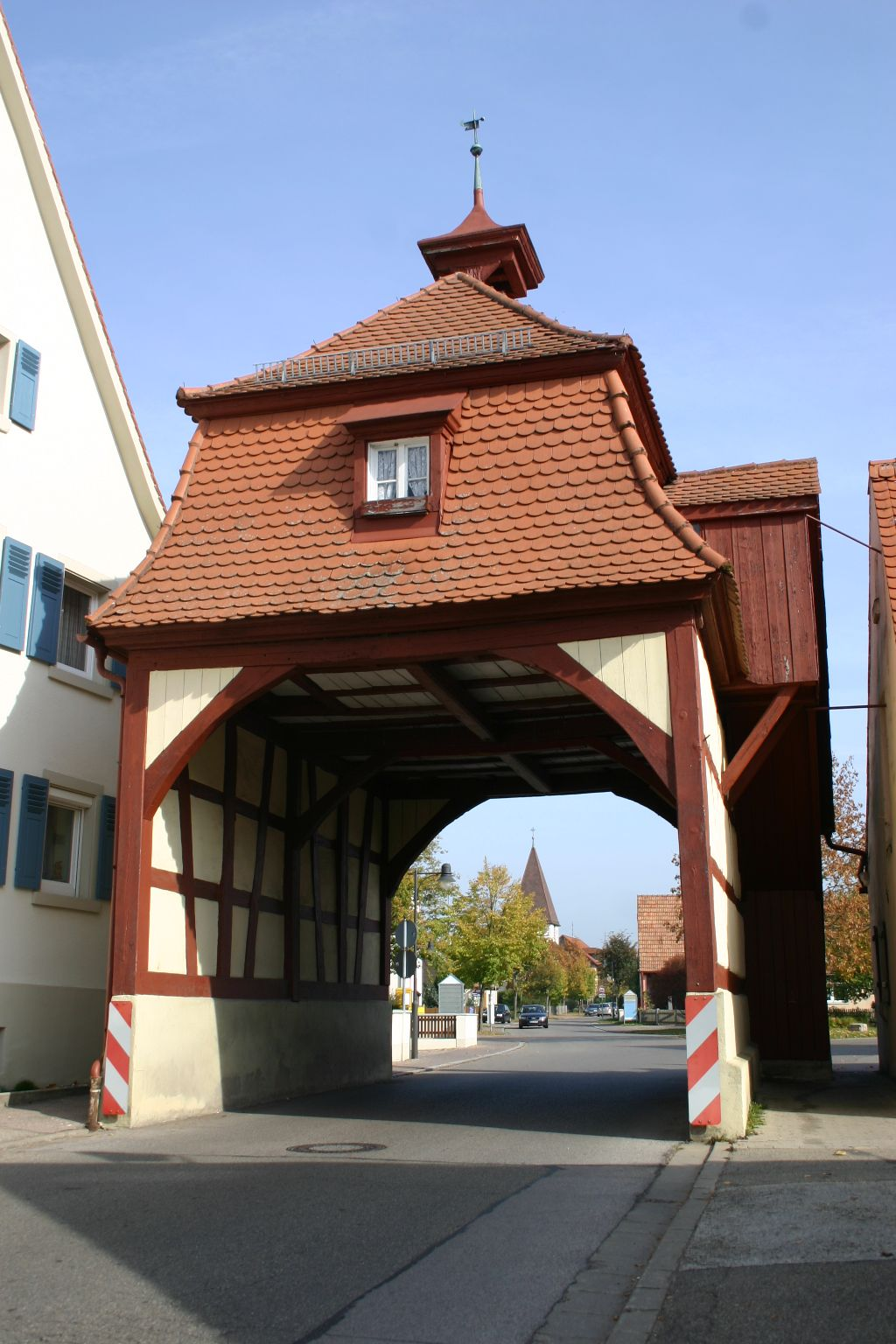
Torhaus von Muhr am See (Bild aufgenommen im Oktober 2006)

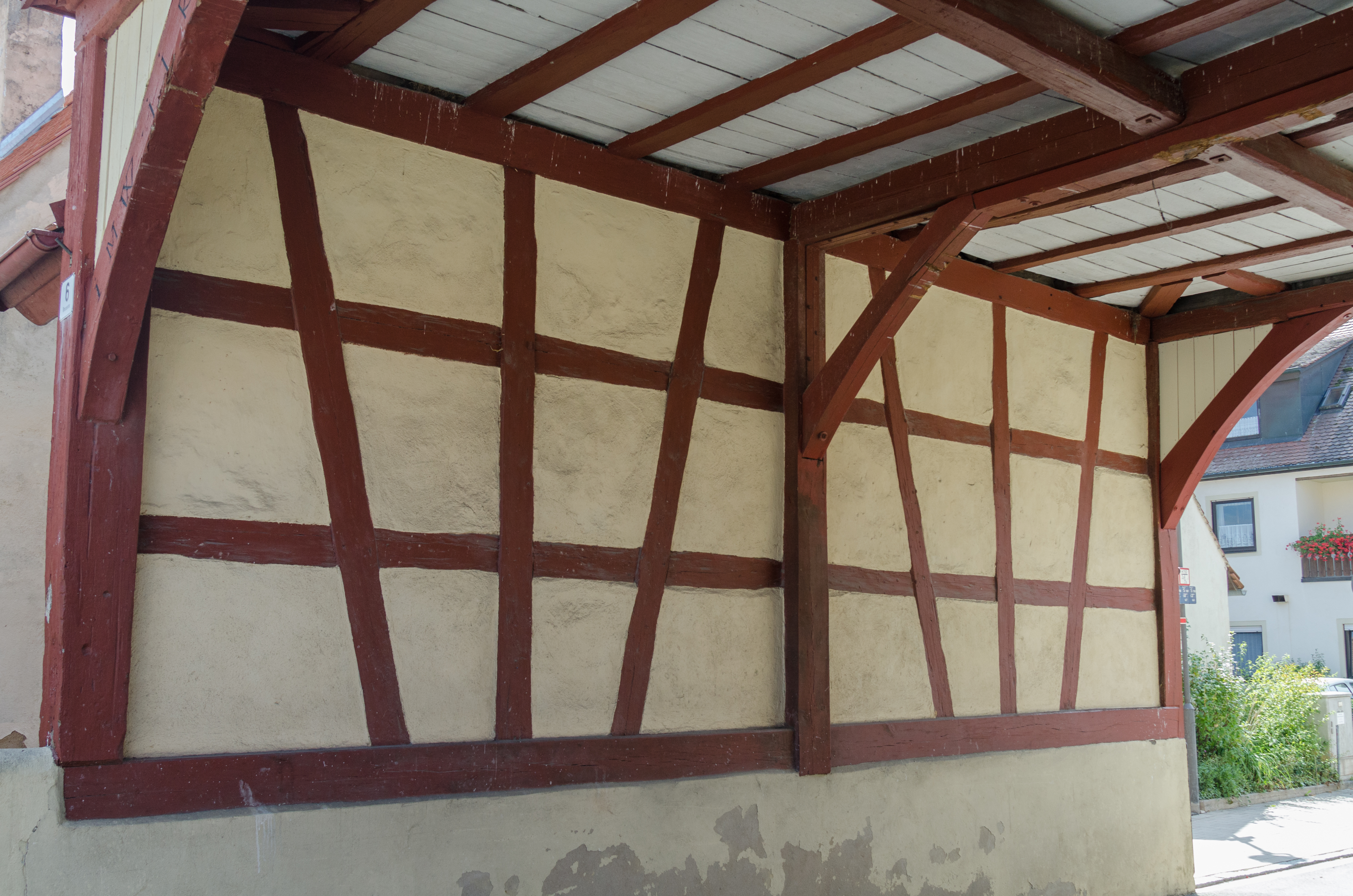
Fachwerk im Tordurchgang

Das Torhaus in Altenmuhr ist das Wahrzeichen der Gemeinde Muhr am See im mittelfränkischen Landkreis Weißenburg-Gunzenhausen. Es war Teil der Ortsbefestigung Altenmuhrs mit Wassergraben und Wall. Das Gebäude mit der postalischen Adresse Rosenau 6 ist unter der Denkmalnummer D-5-77-114-22 als Baudenkmal in die Bayerische Denkmalliste eingetragen.
Das Torhaus steht am Übergang von der Rosenau zur Kirchenstraße am nordöstlichen Rand des Altenmuhrer Altorts an der Straße in Richtung Neuenmuhr auf einer Höhe von 417 m ü. NHN.
Der Vorgängerbau des Torhauses wurde 1551 erbaut. Das heutige Gebäude entstand 1752. Das Torhaus wurde vom Nachtwächter und Ochsenhirten des Ortes bewohnt. Bis in die 1960er Jahre blieb das Gebäude bewohnt. 1982 wurde es angehoben, um die Durchfahrt mit größeren Fahrzeugen zu ermöglichen. Das Mansarddach des Fachwerkbaus wird von einem kleinen Glockenturm gekrönt.